# P-Box
P-Box (permutation box), terme anglais désignant une table de permutation employée dans des algorithmes de chiffrement. Elle indique comment échanger les éléments d'une structure. Une P-Box contribue à la « diffusion » (terme employé par Claude Shannon) en mélangeant les données et en améliorant l'effet avalanche.
Une P-Box peut se présenter sous plusieurs formes mais algorithmiquement, il s'agit en général d'un tableau à une dimension comme [1, 8, 5, 3, 4, 6, 7, 2]. Ce tableau signifie que le premier élément reste en place, que la deuxième sortie prend la valeur de la huitième entrée, que la troisième sortie prend la valeur de la cinquième, etc.